# Melaloncha ciliata
Melaloncha ciliata är en tvåvingeart som beskrevs av Brown 2006. Melaloncha ciliata ingår i släktet Melaloncha och familjen puckelflugor. Inga underarter finns listade i Catalogue of Life.